# Інтервальне голодування

Приклад розкладу інтервального голодування (eat — їж; fast — голодуй)

Інтервальне голодування (також переривчасте голодування та періодичне голодування) — спосіб прийняття їжі, за якого протягом доби є періоди голодування, тривалістю 14-23 годин. Також іноді інтервальним голодуванням називають форми голодування, коли їжа не вживається протягом 1-2 днів тижня.
Огляд наявних на 2019 рік наукових досліджень зробив висновок, що інтервальне голодування може допомогти при ожирінні, інсулінорезистентності (і, як наслідок, метаболічному синдромі та цукровому діабеті II типу), дисліпідемії, гіпертонії та запаленні.
Огляд 2022 року показав, що періодичне голодування загалом безпечне.

## Методики
Існує три методи інтервального голодування, а саме: голодування з розвантажувальними днями, періодичне голодування та обмежене в часі харчування. Всі вони передбачають вживання достатьої кількості води — приблизно 1/30 від маси тіла — протягом періоду голодування.

## Ефекти
Огляд наявних на 2019 рік наукових досліджень зробив висновок, що інтервальне голодування може допомогти при ожирінні, інсулінорезистентності (і, як наслідок, метаболічному синдромі та цукровому діабеті II типу), дисліпідемії, артеріальній гіпертензії та запаленні.

### Лікування ожиріння
Огляд 2021 року показав, що помірне голодування через день протягом двох-шести місяців було пов’язане зі зниженням ваги тіла, індексу маси тіла та кардіометаболічних факторів ризику у дорослих із надмірною вагою або ожирінням.
Інтервальне голодування призводить до більшої втрати ваги, порівнянно з дієтою з обмеженим вмістом калорій. Більшість досліджень із періодичним голодуванням у людей спостерігали втрату ваги в діапазоні від 2,5% до 9,9%.

### Гормон росту
Інтервальне голодування, як і звичайне голодування, збільшує рівень гормону росту.

### Інсулін
Інтервальне голодування зменшує інсулінорезистентність і є ефективним методом в лікуванні діабету ІІ типу.

### Відновлення клітин
Інтервальне голодування сприяє аутофагії, очищенню та відновленню клітин на молекулярному рівні.

### Гени довголіття
Інтервальне голодування сприяє активації генів, відповідальних за довголіття.

## Інтервальне голодування в релігіях
Різні форми інтервального голодування існують у різних релігіях, як-от врата в індуїзмі, рамаданський піст в ісламі, Йом-Кіпур та інші пости в юдаїзмі, пісна неділя в церкві СОД та голодування в буддизмі.

## Див.також
- Гормезис
- Автофагія
- Здоровий спосіб життя
- Раціональне харчування
- Біохакінг